# Foz de Alge

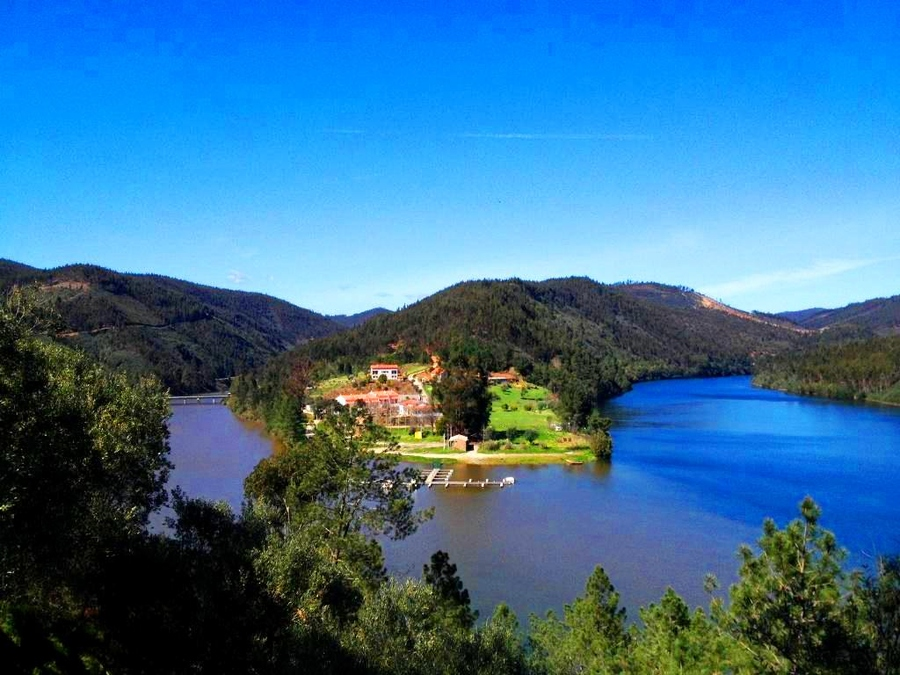

Foz de Alge é uma povoação da freguesia da Arega, concelho de Figueiró dos Vinhos, distrito de Leiria, Portugal.
Localiza-se na junção das águas do Rio Zêzere e da Ribeira de Alge a escassos 9 Km da vila de Figueiró dos Vinhos sede do concelho, formando um cenário de beleza idílica. Neste local poderá praticar diversos desportos aquáticos, deliciar-se com as artes da pesca ou desfrutar do simples lazer. 
Possui um parque de campismo e caravanismo envolta numa beleza de paisagem natural sobre a bacia do Zêzere, na albufeira de Castelo do Bode, esta infraestrutura turística oferece condições ímpares aos campistas que privilegiam o contacto direto com a natureza. E situa-se a 3 Km da Pista de Pesca Desportiva do Poeiro é um lugar ímpar, inaugurado em Junho de 2009, permite aos amantes da pesca desportiva não só o prazer da sua arte mas também o desfrutar da natureza num local de fácil acesso e com todas as condições.

Na história teve um papel importante e estratégico para Portugal pois nas suas terras encontrava-se a fábrica de fundição de ferro na margem da Ribeira de Alge, e foi, sem dúvida, enquanto durou foi o fator de desenvolvimento económico e social contribuindo para a elevação da Arega a concelho durante séculos e deixando até ao presente vestígios de alguma burguesia, existente nesse período.
Estas ferrarias, consideradas as mais importantes, foi devido à proximidade de matas circundantes (estevas e urzes) aproveitadas para o combustível exigido pelo seu funcionamento e localização, claro. De resto, era juntamente com a agricultura uma das riquezas naturais dos habitantes - a exploração do carvão vegetal.
Infelizmente, de 1759 a 1761 as ferrarias desta zona foram mandadas encerrar. No dizer de Martins da Cunha Pessoa, que mandou examinar, trinta anos depois as ruínas, de duas delas junto à Vila de terá sido por “má condução das lenhas por parte de quem as utilizava”.
Porém, no início do século XIX, foram feitos esforços para por a funcionar as Ferrarias da Foz do Alge, sob a direção de José Bonifácio de Andrade e Silva, intendente-geral de minas, e, em cumprimento da carta régia de 18 de Maio de 1801, procederam à reconstrução e chamaram mineiros, fundidores e refinadores, todavia, suspensos em 1807 devido às invasões francesas, apesar disso mais tarde ai foram fabricadas armas que o exército Miguelista utilizou no cerco do Porto.
Hoje em dia a economia local baseia-se no turismo e agricultura.